# Dan Rhodes
Dan Rhodes (ur. 1972) – brytyjski pisarz.
Ukończył studia na University of Glamorgan. Otrzymał nagrody literackie Authors' Club First Novel Award (za debiut powieściowy Timoleon Vieta Come Home) i E. M. Forster Award. W 2003 znalazł się na liście dwudziestu najlepszych młodych brytyjskich powieściopisarzy magazynu Granta.
Jest żonaty i ma dwoje dzieci. Mieszka w Buxton.

## Powieści
- Timoleon Vieta Come Home (2003)
- The Little White Car (pod pseudonimem Danuta de Rhodes; 2004) – wydanie polskie Mały biały samochód (2005)
- Gold (2007)
- Little Hands Clapping (2010)
- This Is Life (2012)
- When the Professor got Stuck in the Snow (2014)

## Zbiory opowiadań
- Anthropology: And a Hundred Other Stories (2000)
- Don't Tell Me the Truth About Love (2001)
- Marry Me (2013)